# Kálačakra

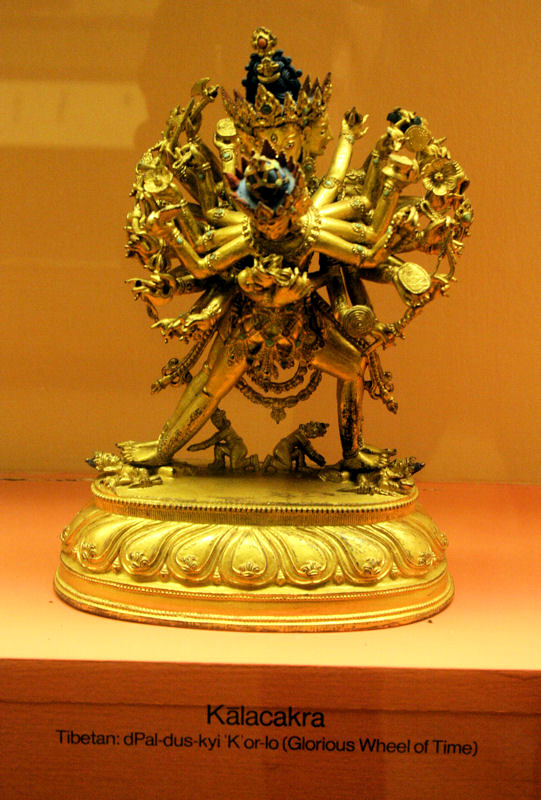
Kálačakra

Kálačakra je sanskrtské slovo používané v tantrickém buddhismu-vadžrajáně, které znamená „kolo času“ nebo „časové cykly“, (tib: Dubkji Khorlo).
Vztahuje se jak k jidamu, používanému v buddhismu vadžrajány, tak k samotným meditačním technikám zahrnutým v tantře Kálačakry i k jejich četným komentářům.
Tantra Kálačakra je přesněji nazývaná Kálačakra Laghutantra, a je považovaná za zkrácený text originální Kálačakry Mulatantry, která se však nedochovala.
Mnozí buddhističtí mistři považují Kálačakru za nejobsáhlejší a nejkomplexnější systém v kontextu tantrického buddhismu.
Učení Kálačakry se odvíjejí od myšlenky času (skt: kála) a cyklů (skt: čakra). Zahrnují nauky o cyklech planet ve vesmíru až po cykly lidského dýchání a také praxe, které pracují s nejjemnějšími energiemi v lidském těle na cestě k osvícení.
Buddhovský aspekt (tib: jidam) Kálačakra představuje buddhu a tedy vševědoucnost. Tím, že Kálačakra je časem a vše je pod vlivem času, ví Kálačakra vše. Kálačakri, duchovní partnerka Kálačakry si je vědoma všeho co je nadčasové, nebo časem neomezené a mimo oblast času. V Jab-jum, duchovním spojení, jsou dočasně a na vždy spojeni. Podobně také kolo je bez začátku a konce.

## Tantra Kálačakry
Tantra Kálačakry je rozdělena do pěti kapitol, první dvě z nich jsou považovány za „základní Kálačakru“. První kapitola se týká toho, čemu se říká „vnější Kálačakra“ – fyzický svět – a obzvláště výpočetního systému kalendáře Kálačakry, narození a smrti vesmírů, našeho solárního systému a práci s elementy.
Druhá kapitola pojednává o „vnitřní Kálačakře“, a zabývá se procesy lidského narození, klasifikací funkcí v lidském těle, o zkušenostech a vadžra-káji; výraz lidské fyzické existence ve smyslu energetických kanálů, větrů. kapek atd. Lidská existence se zde popisuje pomocí čtyř stavů mysli: bdělé vědomí, spánek, hluboký spánek a čtvrtý stav, který je možný dosáhnout díky energiím sexuálního orgazmu.
Poslední tři kapitoly popisují „jinou“ nebo „alternativní Kálačakru“ a pojednává o cestě a ovoci (výsledků cesty). Třetí kapitola se týká příprav na meditační techniky tohoto systému: iniciací Kálačakry. Čtvrtá kapitola vysvětluje samotnou meditaci – jak meditaci mandaly s jejich buddhovskými aspekty ve fázi budování praxe (tib: kjerim), tak dokonalosti završující fáze meditace (tib: dzogrim) Šesti dharm Náropy. Pátá a poslední kapitola popisuje stav osvícení – ovoce, které se objevuje jako výsledek praxe.